# Seznam mamil
Seznam mamil razvršča mamila po abecedi, ker je delitev mamil zelo zahtevno področje, predvsem zaradi različnih učinkov določenih snovi v različnih koncentracijah. Vključene pa so tudi substance, ki niso na seznamu prepovedanih snovi, vendar se lahko zlorabljajo. 
- Alkohol
- Amfetamini
- Barbiturati
- Benzodiazepini, npr.: Apaurin, Lexaurin, Dormicum
- DXM
- Ekstazi
- Efedrin in Pseudoefedrin
- GHB
- Heroin
- Ketamin
- Kokain
- Marihuana
- Meskalin
- Mefedron
- Metadon
- Morfij
- Nexus
- Opij
- PCP
- Psilocibin
- Tobak
- Tramadol, npr.: Tramal